# Vene cerebeloase
Venele cerebeloase sunt vene care drenează cerebelul. 
Ele constau din venele cerebeloase superioare și venele cerebeloase inferioare. Venele cerebeloase superioare trec parțial prin fața și medial, peste vermisul superior, pentru a se termina în sinusul drept, iar venele cerebrale interne, trec parțial lateral spre sinusurile petrosale transversale și superioare. Venele cerebeloase inferioare au dimensiuni mari și se termină în sinusurile transversale, petrosale superioare și occipitale. 

## Imagini suplimentare

Diagrama circulației arteriale la baza creierului.
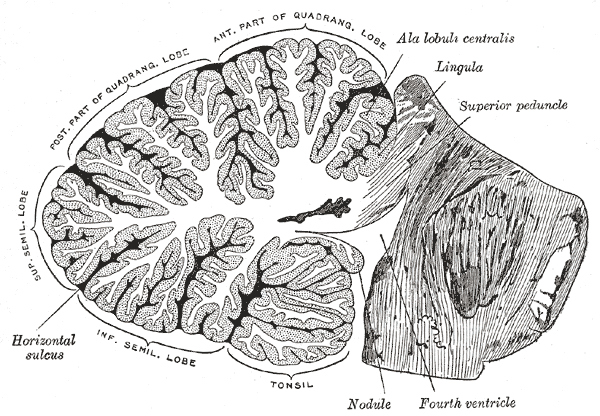
Secțiunea sagitală a cerebelului, în apropierea joncțiunii vermisului cu emisfera. (Venele nu sunt vizibile, dar regiunile pot fi văzute).